# 에른스트 아우구스트 1세 (하노버)
에른스트 아우구스트 1세(독일어: Ernst August I von Hannover, 1771년 6월 5일 ~ 1851년 11월 18일)는 하노버 왕국의 군주(재위: 1837년 - 1851년)이자 컴벌랜드와 테비오트데일 공작 겸 아마 백작(재위: 1779년 - 1851년)이다. 공작으로서는 어니스트 오거스터스로 불린다. 영국 왕 조지 3세의 아들이자, 조지 4세와 윌리엄 4세의 동생이며 빅토리아의 숙부이다. 어니스트 오거스터스는 1779년 어린 나이에 컴벌랜드와 테비오트데일 공작이 되었으며 1799년 영국군 중장, 1813년 영국군 원수를 역임했다. 컴벌랜드는 정치적으로 토리당을 강력하게 지지했으므로 영국 내에서 인기가 없었다.
컴벌랜드는 하노버 왕국의 군대에 입대하여 활동했으며 1793년 영국과 프랑스가 전쟁을 할 때는 하노버군 기병대 장교로 참전했으며 1795년 휴전 후 영국으로 돌아왔다. 1813년 라이프치히 전쟁(나폴레옹 전쟁 중) 때에는 영국군 원수 계급을 달고 참전했으며 1815년 영국으로 귀환하였다.
윌리엄 4세 사후 왕위 계승권 서열에 따라 그의 바로 윗 형 켄트와 스트래선 공작 에드워드의 외동딸 빅토리아가 왕위를 승계하였으나, 하노버 왕국에서는 여성의 상속권을 인정하지 않아 그녀는 하노버의 군주가 되지 못하였고, 컴벌랜드가 하노버 왕위를 이어받았다.